# 异阿魏酸
异阿魏酸（英語：Isoferulic acid）是一种羟基肉桂酸衍生物，也是阿魏酸的同分异构体，其甲氧基位于4号位而非3号位，发现于半边莲（学名：Lobelia chinensis）等植物中。